# ThingSpeak
 (octobre 2023).
 (octobre 2023).
ThingSpeak est un logiciel open source écrit en Ruby qui permet aux utilisateurs de communiquer avec des appareils compatibles avec l'internet, mieux connus comme l'internet des objets. Il facilite l'accès aux données, la récupération et la journalisation des données en fournissant une interface de programmation (API pour ses sigles en anglais) aux appareils et aux sites Web de réseaux sociaux. ThingSpeak a été initialement lancé par ioBridge en 2010 en tant que service de prise en charge des applications IoT.
ThingSpeak a intégré la prise en charge du logiciel de calcul numérique MATLAB de MathWorks, permettant aux utilisateurs de ThingSpeak d'analyser et de visualiser les données téléchargées à l'aide de MATLAB sans nécessiter l'achat d'une licence MATLAB de MathWorks.
ThingSpeak a fait l'objet d'articles dans des sites spécialisés " Maker " comme Instructables, Codeproject, et Channel 9 .